# Morbid Angel
Morbid Angel (с англ. — «Болезненный Ангел») — американская дэт-метал-группа, одна из родоначальников жанра. Основана в 1983 году в городе Тампа, штат Флорида. Логотип группы был придуман Питом Сэндовалом.

## История

### 1984—1991
История группы Morbid Angel берёт своё начало в 1983 году, когда гитарист Трэй Азагтот, басист и вокалист Даллас Уорд, а также ударник Майк Браунинг начали вместе создавать музыку, называясь Heretic. В таком составе группа записала две песни — Maze of Torment и Morbid Angel. Однако под этим именем группа просуществовала немного и сменила название на нынешнее в связи с наличием пауэр-метал-группы с таким же названием. Первоначально за вокал в группе отвечал Кенни Бамбер, который впоследствии был «уволен», и за вокал взялись ударник Майк Браунинг и басист Даллас Уорд. С приходом второго гитариста Ричарда Брюннеля участники стали исполнять материал собственного сочинения. Вскоре из-за идеологических разногласий из группы уходит Даллас Уорд. На протяжении длительного времени место басиста оказывалось пустым, пока в группу не пришёл Джон Ортега, однако и он долго не задержался. «Позёрам нечего делать в дэт-группе!» — говорил некоторое время спустя Трей Азагтот. Наконец, впоследствии это место занял Стерлинг фон Скарборо.
Далее последовали концертные выступления, в ходе одного из которых в Тампе группу заметил Дэвид Винсент и решил выпустить материал молодой группы на своей фирме. Таким образом, весной 1986 года был записан полноформатный Abominations of Desolation, однако Трэй Азагтот был недоволен как качеством записи, так и игрой своих партнёров, что отложило выпуск альбома на длительное время (альбом официально вышел только в 1991 году). После записи из группы ушли Браунинг и Скорборо, основав свою группу под названием Incubus (не путать с Incubus).
В 1987 году выходит демозапись Thy Kingdom Come, записанная с участием Дэвида Винсента. После записи последовала смена барабанщика, в результате чего в группе появился Пит Сандовал из Terrorizer. В начале 1989 года выходит виниловый сингл Thy Kingdom Come тиражом в 666 экземпляров, который был полностью предоставлен швейцарскому журналу о тяжёлой музыке Megawimp. В этом же году 14 августа выходит ставший уже легендарным дебютный альбом Altars of Madness, который продавался очень хорошо и принёс группе широкую известность. Впоследствии альбом был признан классикой дэт-метала и стал одним из самых продаваемых в дискографии коллектива. Тематика текстов альбома была посвящена оккультной сфере, сатанизму. Альбом, наравне с альбомом группы Obituary Slowly We Rot, стал альбомом месяца в августовском номере журнала Rock Hard.

Раньше — говорит он — наши пальцы только и летали по всему грифу. Новые же песни содержат в себе больше монументальных мелодий, к чему мы стремились давным-давно. Эти вещи можно напевать, насвистывать, но это отнюдь не какие-нибудь милые слащавые песенки — это довольно гнетущая музыка, — так прокомментировал Трей выход альбома. 
На пике популярности альбома группа в декабре 1989 года отправилась в тур по Европе вместе с Napalm Death, Bolt Thrower и Carcass. Многие концерты группы сопровождались драками и разгромом концертных площадок. В одной из своих рецензий на концерт группы журнал Kerrang ! называл Трея вампиром и демоном, который режет себя и продолжает выступать обливаясь кровью. В ходе концертов Morbid Angel удалось выступить в Мексике, Швеции и в США.
29 апреля 1991 года вышел закрепивший успех группы альбом Blessed are the Sick. Лирика альбома была посвящена различным ритуалам, в связи с чем журнал Rock Hard называл группу продолжателями дела Алистера Кроули. Однако философия Morbid Angel и Кроули как похожая отрицалась Треем. В поддержку альбома был организован тур, который начался в Нью-Касле. В ходе тура группе удалось выступить совместно с Cathedral, Sadus, Unleashed и Entombed.

### 1992—2003
В 1992 году состав группы покинул Ричард Брюнелль. В этом же году на волне популярности был издан первый журнал, полностью посвящённый группе — Morbidomaniac. Кроме того лейбл Earache Records выпустил забракованный в 1986 году альбом Abominations of Desolation. Хотя альбом давно можно было найти в пиратской версии, которую можно было приобрести даже в Японии. Альбом вышел в точно таком же виде, в котором был записан. В 1993 году вышел уже третий альбом Covenant записанный Винсентом, Азагтотом и Сандовалом при участии Флемминга Расмуссена, известного по работе с Metallica. Альбом записывался в Morrisound Studios, микширование в Данни в Sweet Silence. В альбоме есть необычная для группы композиция God of Emptiness, которую, по словам Трея, он вынашивал целый год. В сентябре этого же года последовал очередной тур по Европе, на котором место второго гитариста занял Эрик Рутан, впоследствии ставший постоянным членом коллектива. В 1996 году Morbid Angel терпят значительную потерю — из группы уходит Дэвид Винсент, продолживший музыкальную деятельность в Genitortures.
Весна 1998 года ознаменовалась выходом альбома Formulas Fatal to the Flesh, новым басистом и вокалистом в котором стал Стив Такер из Ceremony. Альбом не имел большого успеха. В 2000 году вышел альбом Gateways to Annihilation, вновь заявивший о высоком потенциале Morbid Angel. Однако в связи с разногласиями в группе из неё ушёл Стив Такер, место которого занял Джаред Андерсон из Hate Eternal. Замедленный темп большинства композиций этого альбома, вероятно был следствием влияния более модных стилей металлической музыки. Так, в 2000 году группа гастролировала с Pantera. Не исключено, что Трей Азагтот, всегда следивший за веяниями на экстремальной сцене, позаимствовал некоторые элементы «качового» стиля грув-метал.
23 сентября 2003 года на лейбле Earache Records вышел седьмой студийный альбом Heretic. Альбом был записан в составе Стив Такер, Пит «Commando» Сандовал, Трэй Азагтот.

### 2004 — настоящее время
Летом 2007 года Morbid Angel начали работу над материалом к очередному студийному альбому, первому со времени выпуска Heretic.
В настоящее время мы интенсивно репетируем всей группой. Дела идут великолепно, у нас масса вдохновенного и интересного материала
На диске впервые с 1995 года был вокал и бас Дэвида Винсента. В мае 2008 года новым гитаристом группы стал участник группы Zyklon Тур Андерс Мюрен.
Поиски нового гитариста-напарника для Трея был долгим и трудным. Мы получили записи со всех концов света, и многие из желающих играть с нами были очень талантливыми, но именно Тур стал для нас наилучшим кандидатом. Это фантастический гитарист, и он прекрасно вписался в группу
После выпуска Heretic группа рассталась с лейблом Earache Records, поэтому работу над новым альбомом группа начала без действующего контракта. Ситуация изменилась в ноябре 2009 года, когда группа подписала контракт с французским лейблом Season of Mist.
В 2010 году барабанщик Пит «Commando» Сандовал был прооперирован, в связи с чем группа решила приступить к записи нового альбома с Тимом Йонгом.
22 июня 2010 года Morbid Angel для записи нового альбома вошли в студию Mana Recording со звукоинженером Эриком Рутаном. Он получил название Illud Divinum Insanus. Выход альбома запланирован на лейбле Season Of Mist на 7 июня 2011 года. Обложку альбома создал художник Густаво Сазес.

После длительного периода обдумывания и нескольких отброшенных идей мы пришли к этому живому сюрреалистичному и сумасшедшему созданию — это падший бог или странное зеркальное отражение нашего собственного сумасшествия. Эта обложка отличается от других обложек MORBID ANGEL, но мне кажется, что она отражает всю их сущность.
— Густаво Сазес
Альбом был обруган поклонниками за всё. Они говорили, что Morbid Angel изменили своему стилю, ввели электронику которая делала треки только хуже. В особенности досталось композиции Radikult, за то что в ней поклонники коллектива увидели элементы таких групп как Marliyn Manson и Rob Zombie.
В июне 2015 года стало известно о переменах в составе Morbid Angel: коллектив покинули Дэвид Винсент, Тим Янг, Тур Андерс «Destructhor» Мюрен, а на вокальное место вновь вернулся Стив Такер. Как позднее сообщил в интервью сам Стив, Трэй позвонил ему, пригласив записать «настоящий брутальный death metal альбом».
31 марта 2023 года во время концерта Morbid Angel в городе Белвидир (штат Иллинойс) из-за обрушившегося торнадо рухнула крыша театра, в котором проходил концерт. Один из зрителей погиб, ещё не менее 28 человек получили ранения и травмы.

## Влияние
По опросу, который проводил немецкий журнал Rock Hard в 1991 году, дебютный альбом группы Altars of Madness занял 12 место в списке сотни лучших металлических пластинок всех времён и народов.

## Критика
На вышедшую в 1987 демозапись Thy Kingdom Come главный редактор журнала Rock Hard Холгер Стратманн дал рецензию, которая, помимо прочего, содержала следующие слова: У меня нет никаких сил и нервов поддерживать группы типа Morbid Angel, и те, кто ещё этим занимается, должны поступить так же. Хотя некоторое время спустя тот же журнал поместил на плакат участников группы, а также была создана большая статья о группе. Свою рецензию Стратманн впоследствии вспоминал со смехом.

## Состав

### Нынешний состав
- Стив Такер — вокал, бас (1997—2001, 2003—2004, с 2015)
- Трей Азагтот (Джордж Эммануэль III) — гитара, клавишные (с 1983)
- Дэн Вэдим Вон — гитара (с 2017)
- Скот Фуллер — ударные (с 2017)

### Бывшие участники

#### Вокал
- Майкл Мэнсон (1986)
- Кенни Бамбер (1985—1986)
- Терри Самуэлс (1984—1985)

#### Вокал и бас
- Дэвид Винсент (1986—1996, 2004—2015)
- Джаред Андерсон (2001—2002) (умер в 2006 году)
- Даллас Уорд (Dallas Ward) (1983—1985)

#### Гитара
- Ричард Брюннель (Richard Brunelle) (1985—1992, 1998 (концертные выступления)) (умер в 2019)
- Эрик Рутан (1993—1996, 1998—2002, 2006 (концертные выступления))
- Тони Норман (2003—2006 (концертные выступления))
- Тор Мирен (2008—2015)

#### Бас
- Джон Ортега (1983—1986)
- Стерлинг «Von» Скарборо (Sterling von Scarborough) (1986, умер в 2006)

#### Ударные
- Уэйн Хартселл (1986—1988)
- Майк Броунинг (Mike Browning) (также вокал) (1983—1986)
- Пит «Commando» Сэндовал (1988—2010)
- Tim Yeung — (2010—2015)

## Дискография[7]

### Полноформатные альбомы
Все основные альбомы называются так, что название каждого следующего начинается с очередной буквы английского алфавита.
- 1986 — Abominations of Desolation[англ.] (издан в 1991 году)
- 1989 — Altars of Madness
- 1991 — Blessed are the Sick
- 1993 — Covenant
- 1995 — Domination
- 1996 — Entangled in Chaos (концертный альбом)
- 1998 — Formulas Fatal to the Flesh[англ.]
- 2000 — Gateways to Annihilation
- 2003 — Heretic
- 2011 — Illud Divinum Insanus[англ.]
- 2015 — Juvenilia (концертный альбом)
- 2017 — Kingdoms Disdained[англ.]

### Демозаписи, синглы и мини-альбомы
- 1986 — Abominations of Desolation (демо)
- 1986 — Scream Forth Blasphemies (демо)
- 1986 — Bleed for the Devil (демо)
- 1987 — Thy Kingdom Come (демо)
- 1991 — Fall from Grace (сингл)
- 1991 — Abominations (сингл)
- 1991 — Day of Suffering (сингл)
- 1991 — The Ancient Ones (сингл)
- 1993 — Rapture (сингл)
- 1994 — Laibach Re-mixes (мини-альбом)
- 1994 — God of Emptiness (сингл)
- 1995 — Where the Slime Live (сингл)
- 1999 — Love of Lava (сингл)
- 2001 — Opening of the Gates (сингл)
- 2011 — Nevermore (сингл)
- 2017 — Piles of Little Arms (сингл)
- 2017 — Complete Acid Terror (мини-альбом)